# Aragonés bajorribagorzano
El aragonés bajorribagorzano o simplemente bajorribagorzano es la variedad dialectal del aragonés que se habla en la Baja Ribagorza entre Aguilar y Fonz. Comprende la mitad sur de la Ribagorza, el extremo más noroccidental del Somontano de Barbastro y el extremo septentrional del Cinca Medio. De norte a sur engloba las localidades de Aguilar, Abenozas, Santaliestra y San Quílez, Besians, Centenera, Perarrúa, Ejep, Torrobato, Torre de Ésera, Graus, Capella, La Puebla de Castro, Olvena, Estada, Estadilla y Fonz.
En la parte baja del valle del Isábena y más al sur, en la margen izquierda del Ésera, entra en contacto con el catalán ribagorzano. Según Artur Quintana i Font, las localidades fronterizas son de difícil clasificación: Torres del Obispo-Juseu-Alins. Estas separan al oeste las localidades de El Soler, Torrelabad, Capella, La Puebla del Mon, Castarlenas, Pueyo de Marguillén y Aguinaliu, clasificables como aragonesoparlantes, de las localidades de Pociello, Laguarres, Aler, Calasanz, Azanuy y San Esteban del Mall, clasificables como catalanoparlantes.

## Variedades
- Aragonés grausino
- Aragonés estadillano
- Aragonés foncense

## Fonética
- La diptongación delante de Yod casi ha desaparecido, quedando pocos diptongos en -ue- delante de palatales:
  - ojo en lugar de uello (ojo).
  - noche en lugar de nueit.
- Se encuentran algunos casos de no diptongación de la Ĕ corta latina:
  - el e en lugar de el ye (él es).
  - tu es en lugar de tu yes (tú eres).
  - peu en lugar de piet (pie); puede ser un catalanismo u otra forma propia del aragonés oriental.
  - ben en lugar de bien.
  - tamé en lugar de tamién (también).
- El grupo aragonés -it- derivado de los latinos -CT-, -ULT- es casi castellanizado completamente.
  - fecho, leche, ocho, noche, mucho, cuchilla.
- Sin embargo, puede conservarse en palabras que no se emplean tanto como dreto (derecho, en Graus) y en algunos lugares (feito > fei en Estadilla y Capella).
- El diptongo -iello en el diminutivo se ha castellanizado hacia -illo:
  - ixartillo, crespillo
  - Los topónimos Panillo y Estadilla.
- Hay algunos casos de palabras que comienzan por ix- que en aragonés general empiezan por x-.
  - En algunos casos son probables evoluciones de palabras con prefixo ex-:
    - Ixafegar < EX-AFFOCARE[1] (sin pronunciar la -r final como en los otros ejemplos).
    - Ixaguar <*EX-AQUARE (exaguar).
    - Ixarrancar < EX-*fráncico HANKA.
    - Ixartigar < EX-ARTICARE.
    - Ixordiga/Ixordiguero <*EX-ORTICA.[1]
    - Ixugar-se < EX-SUCARE.
    - Ixarmentar < *EXSARMENTARE.
    - Ixuto < EXSUCTU (seco).
    - Ixecada < EXSICCATA.[1]
    - Ixobrecer-se.[1] < *EX+SUPER+EXIRE.
    - Ixarrallar < *EX+SERRALIA.[1]

  - En otros son evoluciones de palabras que comienzan por ex- sin ese prefixo:
    - Ixambre <EXAMEN (enjambre).
    - Ixena < EXIENDA.
    - Ixolomar < EXOSMARE.[1]

- Predomina ampliamente la sonorización de las consonantes sordas intervocálicas, pero hay unos pocos casos de conservación.
  - navata es bastante general.
  - crepa, batallar, batall, mallata, trucadó se encuentran en grausino.
  - chemeco y chipón en estadillano.
  - llaco en Juseu y Torres del Obispo.
  - ripa (como locución adverbial de cantidad)[2]
  - ripazo[2]

Las terminaciones latinas -MEN y -MINE da la solución actual -mbre por un regular, con la excepción de algunos casos más conservadores, dependiendo de la localidad:
- EXAMEN > ixamen/ixambre.
- FERUMEN > ferún.
- GRAMEN > gramen/grami.
- LUMEN > llum.
- FAMINE > fame/fambre.
- HOMINE > home/hombre.

Tiene menos características comunes con el catalán que con el patués, pero también tiene menos características aragonesas. Graus ha tenido influencia en la castellanización de la Baja Ribagorza e incluso en el catalán del valle del Isábena. El habla de Fonz está menos castellanizada que la grausina aunque se halle más al sur.